# 多田忠弘
多田 忠弘（ただ ただひろ、1932年(昭和7年)5月6日 - 2020年(令和2年)9月16日）は日本のテレビ舞台美術家。
元 特定非営利活動法人ペタアートネットジャパン常務理事、特定非営利活動法人テレビ日本美術家協会常任理事、特定非営利活動法人日本アマチュア演劇連盟副理事長、日本演劇協会会員。

## 来歴
- 北海道生まれ、北海道札幌南高等学校卒、舞台美術家の吉田謙吉に師事。
- 1955年、日本大学演劇学科卒業、卒業論文『築地小劇場における表現主義舞台装置の研究』
- 1959年 - 1966年、日本放送協会（NHK）美術部、ドラマ班として「事件記者」他の美術デザインを担当
- 1967年、東京12チャンネル（現テレビ東京）開局に参加、制作局美術部主任デザイナー
- 1969年、フリー 第1回札幌音楽祭企画演出、さっぽろ雪まつり開会式構成演出などを手がける
- 1982年、株式会社アクト　美術部長
- 1994年、フリー美術テレビデザイナー、『昭和30年代“いつか来た道”』、『舞台美術家・伊藤熹朔の舞台装置原画による回想展』プロデュース
- 2002年、朝日新聞衛星チャンネル　テレビ美術監督、デザイン担当
- 2004年、株式会社テレビ埼玉　テレビ美術プロデューサー
- 2006年、NPO法人ペタアートネットジャパン立ち上げ

## 国際展出品歴
舞台装置
- 1965年 第4回パリ・青年ビエンナーレ展
- 1967年 第5回パリ・青年ビエンナーレ展
- 1971年 プラハ カドリエンナーレ展
- 1979年 PQ’79 カドリエンナーレ展

## 受賞歴
- 1958年 35周年記念 春陽会展 舞台美術部門 - 春陽会賞
- 1983年 ACC・CM大賞コンペ作品 『資源をより大きく豊かに』地域部門 - 第4位
- 1998年 AACT第3回 国際演劇祭 創作舞踊『樹の響き』台本・舞台装置 - 第2位